# Anthurium sagittale
Anthurium sagittale är en kallaväxtart som beskrevs av Luis Aloysius, Luigi Sodiro. Anthurium sagittale ingår i släktet Anthurium och familjen kallaväxter. Inga underarter finns listade.